# Scissor macrocephalus
Scissor macrocephalus és una espècie de peix d'aigua dolça de la família dels caràcids i de l'ordre dels caraciformes.
Viu en zones de clima tropical a Surinam, a Sud-amèrica.